# Musaka
Musaka (grčki: moussakas; rumunjski: musaca; turski: musakka; arapski: musaqqaʿa) je tradicijsko jelo napravljeno od patlidžana koje se pretežito priprema na Balkanu i na Bliskom istoku. Na zapadu se većinom smatra da musaka porijeklom dolazi iz Grčke.
Grčka musaka se sastoji iz slojeva patlidžana, mljevenog ovčjeg mesa i rajčice, preliveno s bijelim umakom i pečeno u pećnici. U hrvatskoj kuhinji (kao i u srpskoj, bugarskoj, rumunjskoj) musaka se uglavnom radi s krumpirom umjesto patlidžana i zalije umućenim jajima umjesto bijelog umaka. Bijeli umak je na bazi maslaca i brašna koji se razrijedi s mlijekom ili kiselim vrhnjem. 